# Bieuxy
Bieuxy é uma comuna francesa na região administrativa de Altos da França, no departamento de Aisne. Estende-se por uma área de 4,5 km². Em 2010 a comuna tinha 33 habitantes (densidade: 7,3 hab./km²).